# Sebastopol (Californie)
Pour les articles homonymes, voir Sebastopol (homonymie).
Sebastopol est une commune américaine située dans le comté de Sonoma, dans l'État de Californie, à approximativement 80 kilomètres au nord de San Francisco. Sa population et de 7379 habitants selon le recensement de la population américaine de 2010.

## Démographie
| 1880 | 1910  | 1920  | 1930  | 1940  | 1950  |
| ---- | ----- | ----- | ----- | ----- | ----- |
| 197  | 1 233 | 1 493 | 1 762 | 1 856 | 2 601 |

| 1960  | 1970  | 1980  | 1990  | 2000  | 2010  |
| ----- | ----- | ----- | ----- | ----- | ----- |
| 2 694 | 3 993 | 5 595 | 7 004 | 7 774 | 7 379 |